# Ronde van Noord-Holland 2005
Il Ronde van Noord-Holland 2005, sessantesima edizione della corsa, valido come evento dell'UCI Europe Tour 2005 categoria 1.1, si svolse il 24 aprile 2005 su un percorso di 200 km. Fu vinto dall'olandese Paul van Schalen, che terminò la gara in 4h 37' 38" alla media di 43,222 km/h.
Furono 33 i ciclisti che portarono a termine la competizione.

## Ordine d'arrivo (Top 10)
| Pos. | Corridore            | Squadra       | Tempo    |
| ---- | -------------------- | ------------- | -------- |
| 1    | Paul van Schalen     | Axa Cycling   | 4h37'38" |
| 2    | Andy De Smet         | Skil-Moser    | a 29"    |
| 3    | Kai Reus             | Rabobank Con. | a 33"    |
| 4    | Hans Dekkers         | Rabobank Con. | a 1'15"  |
| 5    | Raimondas Vilcinskas | Jartazi       | s.t.     |
| 6    | Stefan van Dijk      | Mr Bookmaker  | s.t.     |
| 7    | Jos Lucassen         | Axa Cycling   | s.t.     |
| 8    | Mathieu Heijboer     | Rabobank Con. | s.t.     |
| 9    | Geert Omloop         | Mr Bookmaker  | s.t.     |
| 10   | Bart Voskamp         | Skil-Moser    | s.t.     |